# Luigi Adami
Luigi Pietro Maria Adami (ur. 12 grudnia 1900 w Bolonii, zm. 4 lipca 1985 w Treviso) – włoski strzelec, olimpijczyk.
Wystąpił na Letnich Igrzyskach Olimpijskich 1948 w jednej konkurencji, którą był karabin małokalibrowy leżąc z 50 m. Zajął w niej 59. pozycję. 

## Wyniki

### Igrzyska olimpijskie
| Igrzyska    | Konkurencja                       | Wynik                        | Miejsce | Źródło |
| ----------- | --------------------------------- | ---------------------------- | ------- | ------ |
| Londyn 1948 | Karabin małokalibrowy leżąc, 50 m | 573 pkt. (94–96–94–94–98–97) | 59      | [ 2 ]  |